# Melkiti
Melkiti (prema sirijskom malko = car, kralj), kršćani istočnog obreda u Siriji, Palestini i Egiptu, koji su u borbama protiv monofizita u V. st. prihvatili odredbe Kalcedonskoga sabora (451.) i ostali vjerni carskoj Crkvi (“caristi”). Drže se legitimnim nasljednicima Antiohijske, Jeruzalemske i Aleksandrijske patrijaršije.
U crkvenom pogledu to su patrijaršije koje obuhvaćaju područje Sirije, Libanona, Iraka, Palestine, Jordana i Egipta. 

## Povijest
U starini se taj naziv koristio za sve kršćane na Bliskom Istoku koji su ostali vjerni Kalcedonskom saboru koji je održan 451. godine i pravovjerju,  nasuprot “monofizitima”, tj. Sirijcima, Koptima i Armencima koji su bili protiv Kalcedonskog vjerovanja i osnovali vlastite Crkve i hijerarhije na tim područjima. U borbama između monofizitskih Crkava s jedne strane i carske Crkve i dvora s druge strane, monofiziti su te kršćane pogrdno nazvali “caristima” ili “imperijalistima” – na sirijskom i arapskom jeziku “melkitima”. 
Taj crkveni raskol je na Istoku imao, uz teološku, još i političku i etničku pozadinu. Melkiti su bili uglavnom gradsko stanovništvo grčke kulture i jezika, dok su monofiziti bili domaće ruralno stanovništvo sirio-aramejskog (u Siriji) ili koptskog jezika u Egiptu.
Kasnije, nakon Velike šizme, tj. raskola između Rima i Konstantinopola 1054., Melkiti spadaju u patrijarhe Pravoslavne Crkve. Međutim, u 18. st. među samim Melkitima dolazi do podjele kada jedan dio pristupa jedinstvu s Rimom odnosno Katoličkom Crkvom, zadržavajući svoj obred, pa se od tada dijele na Grkokatoličku Crkvu i na Pravoslavne Crkve. S vremenom, a tako je i danas, naziv “melkit” ostaje vezan isključivo za grkokatolike, dok se ostali nazivaju najčešće “grkopravoslavni”. Zanimljivo je da i danas Arapi i Turci kršćane bizantskoga obreda nazivaju “rum katolik” (= rimski katolici ili kršćani istočnoga Rimskoga carstva) bez obzira jesu li grkokatolici ili pravoslavni.

## Vanjske poveznice i literatura
- Rimokatolički Ekumenski Portal - Melkiti
- Dočkal, Kamilo. 1940. Povijest Sirske Crkve. Bogoslovska smotra. Kršćanska sadašnjost. Zagreb.
- Dočkal, Kamilo. 1941. Povijest Armenske Crkve. Bogoslovska smotra. Kršćanska sadašnjost. Zagreb.